# Křepkovice
Křepkovice (německy Schrikowitz) jsou malá vesnice, část města Teplá v okrese Cheb v Karlovarském kraji. Nachází se čtyři kilometry jižně od Teplé. Jihozápadně od vesnice pramení potok Hadovka. Křepkovice jsou také název katastrálního území o rozloze 3,73 km².

## Název
Vesnice je uvedena v majetcích kláštera Teplé pod svým tehdejším názvem Crepcouici, později se obec nazývala Šrykovice a odtud je odvozen její německý název Schrikowitz, používaný do roku 1945.

## Historie
První písemná zmínka o vesnici pochází z roku 1273, kdy papež Řehoř X. potvrdil její držení premonstrátům kláštera Teplá.

## Obyvatelstvo
V období po třicetileté válce žilo ve vesnici sedm sedláků a stál zde stejný počet selských dvorů. Obec se postupně rozrůstala a tak zde v roce 1866 stálo již 34 domů. Počet obyvatel dosáhl čísla 249. V té době měly Křepkovice vlastní samosprávu, farností a poštou patřily ke klášteru Teplá. V té době měly Křepkovice vlastní samosprávu, farností a poštou patřily ke klášteru Teplá. K obci patřila tzv. „flusárna“, což byla výrobna draselného louhu a také známý Stierův mlýn na Teplé. Zde se v tomto mlýně narodil roku 1864 jeden z nejvýznamnějších opatů tepelského kláštera premonstrátů Dr. Gilbert Johann Helmer.
Při sčítání lidu v roce 1921 zde žilo 205 obyvatel, z nichž bylo 204 Němců a jeden cizinec. Všichni obyvatelé se hlásili k římskokatolické církvi.
| Rok                                                                               | 1869 | 1880 | 1890 | 1900 | 1910 | 1921 | 1930 | 1950 | 1961 | 1970 | 1980 | 1991 | 2001 | 2011 | 2021 |
| --------------------------------------------------------------------------------- | ---- | ---- | ---- | ---- | ---- | ---- | ---- | ---- | ---- | ---- | ---- | ---- | ---- | ---- | ---- |
| Počet obyvatel                                                                    | 193  | 231  | 222  | 195  | 195  | 205  | 211  | 117  | 118  | 64   | 49   | 48   | 49   | 29   | 32   |
| Počet domů                                                                        | 32   | 34   | 34   | 34   | 35   | 39   | 41   | 29   | 56   | 13   | 16   | 19   | 16   | 16   | 16   |
| V počtu domů v roce 1961 jsou zahrnuty i domy v Beranovce, Nezdicích a Pěkovicích |      |      |      |      |      |      |      |      |      |      |      |      |      |      |      |

## Obecní správa
Při sčítání lidu v letech 1850–1879 Křepkovice byly osadou obce Bezvěrov v okrese Teplá. V letech 1919–1974 byly samostatnou obcí, se kterým patřily nejprve do okresu Teplá, ale v roce 1950 v okrese Toužim a v letech 1961–1974 v okrese Karlovy Vary. Od 1. ledna 1975 jsou částí města Teplá v okrese Karlovy Vary, ale od 1. ledna 2007 v okrese Cheb. V letech 1951–1974 k obci patřily Nezdice a v letech 1961–1974 také Beranovka a Pěkovice.

## Osobnosti
- Gilbert Helmer (1864–1944) – opat tepelského kláštera, poslanec Českého zemského sněmu

## Galerie

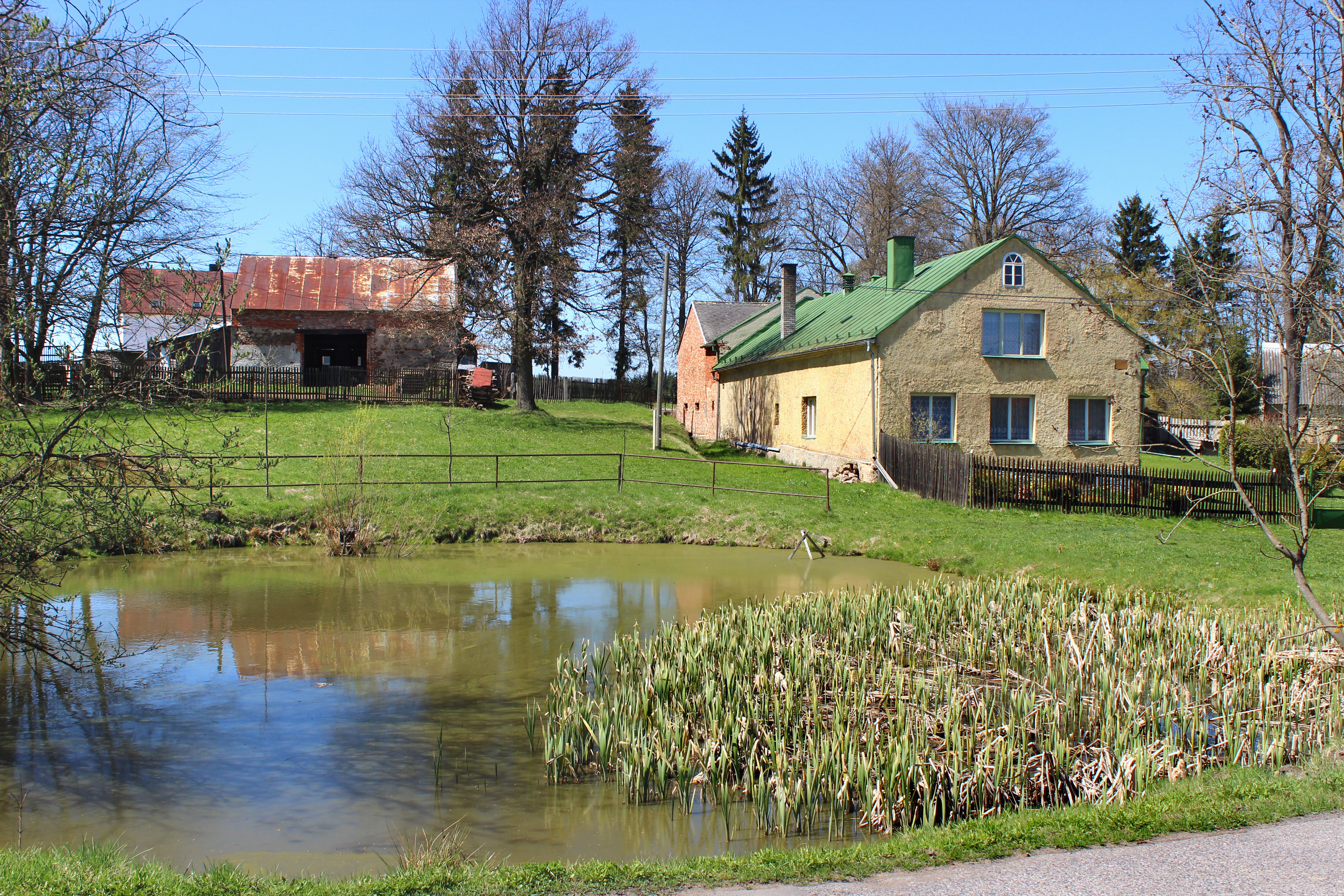
Rybníček na návsi
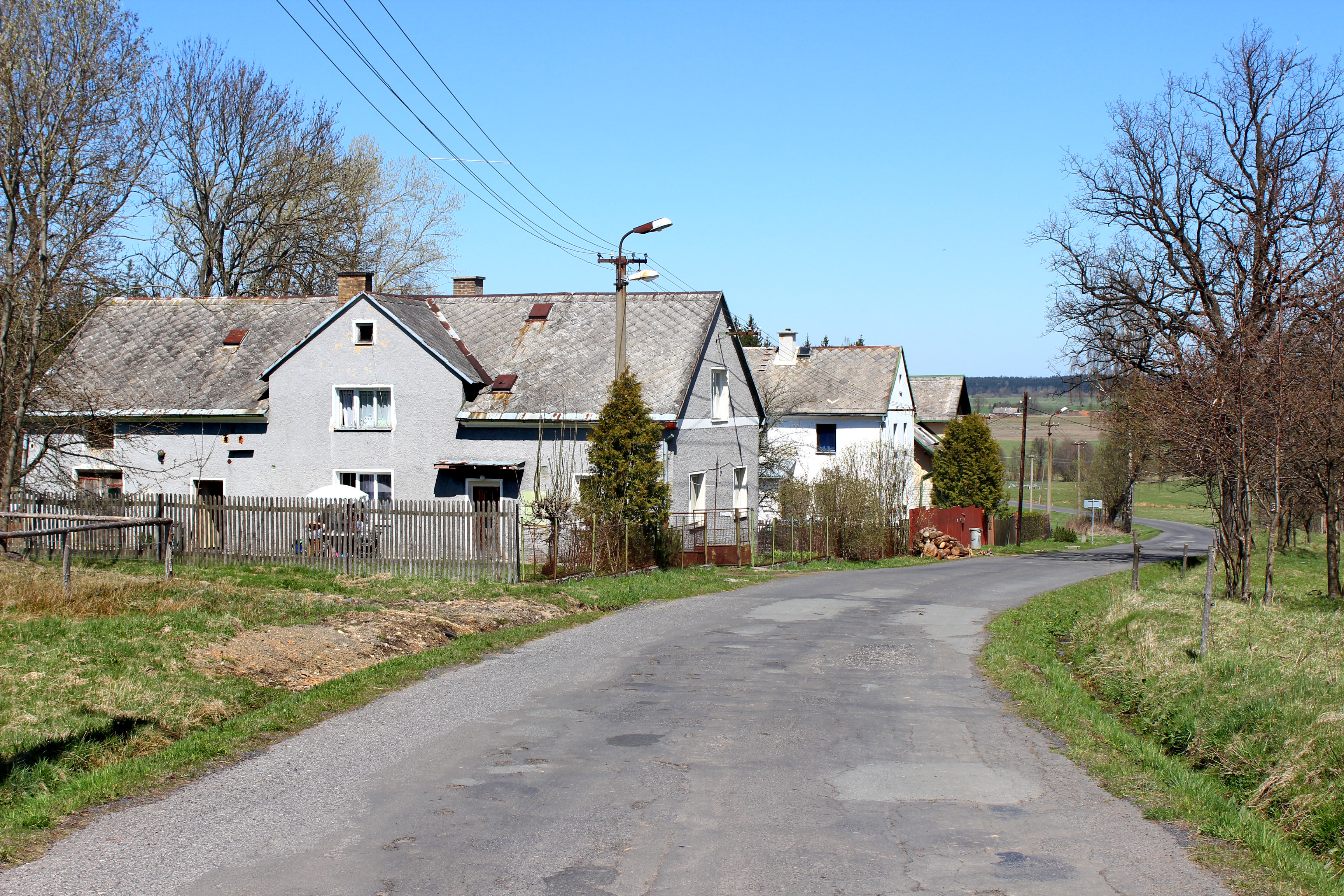
Severní část vesnice
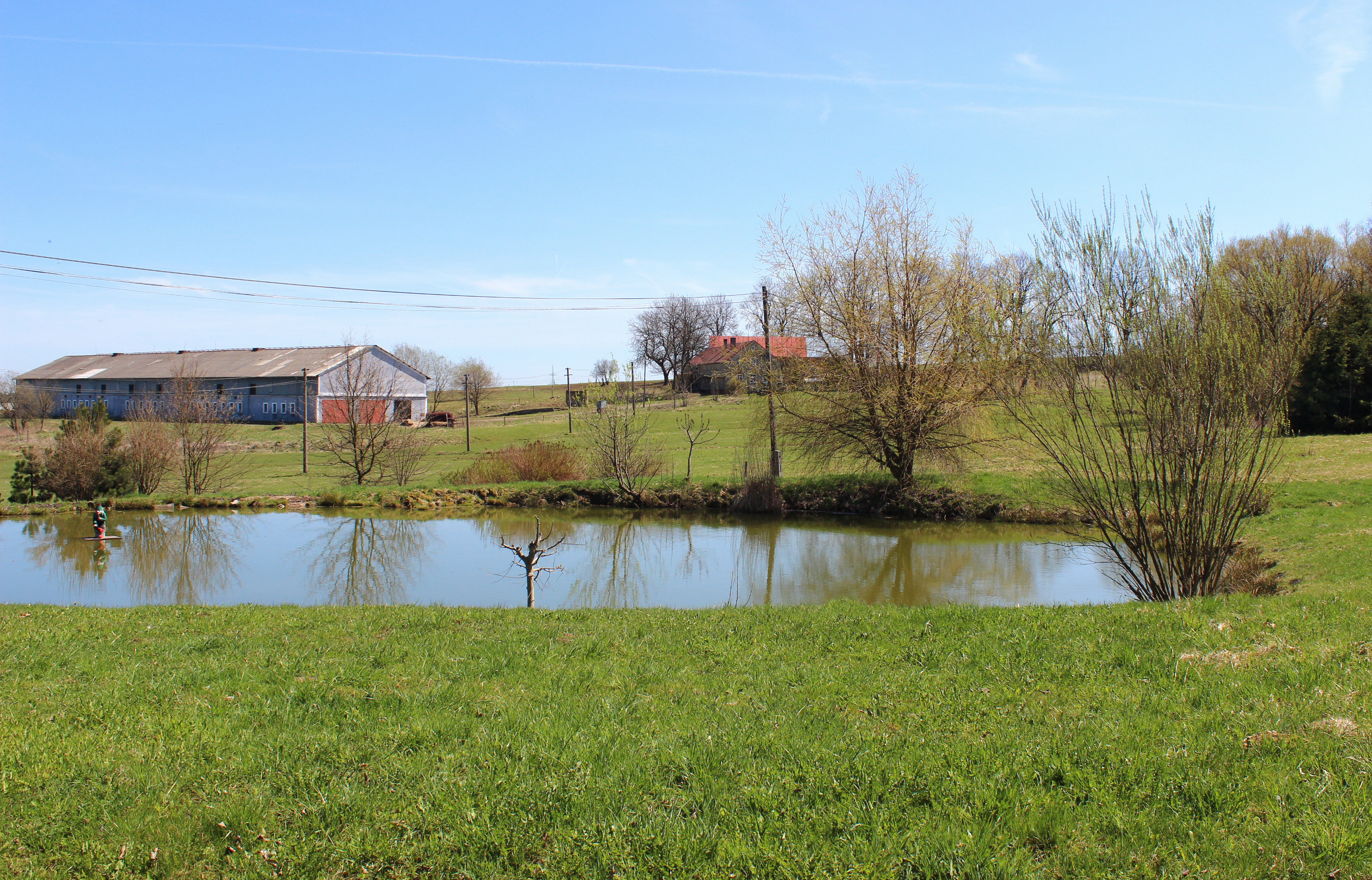
Rybníček vedle návsi
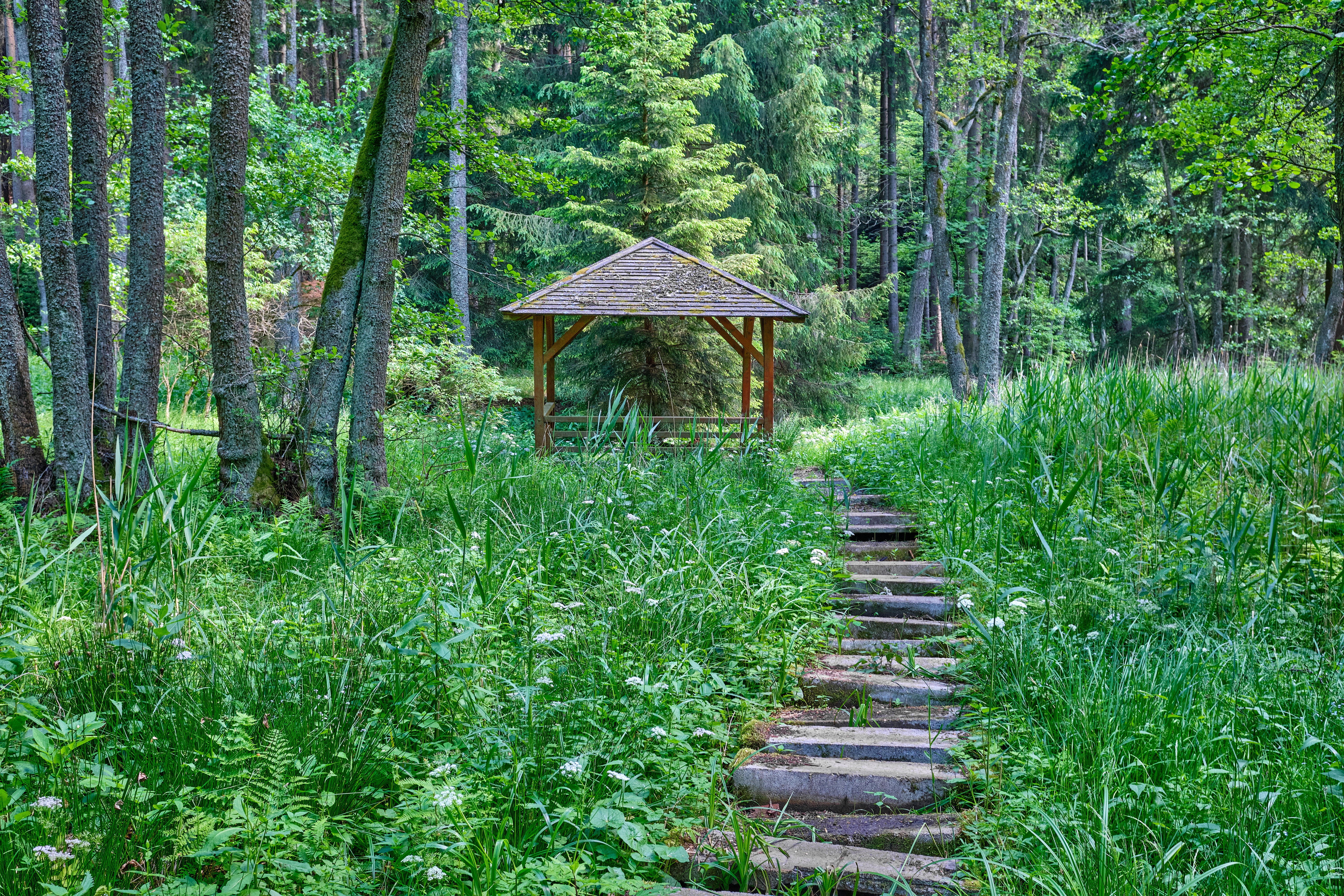
Křepkovická kyselka (červen 2023)